# Antonio Zavagnin
Antonio Zavagnin (Corbeil-Essonnes, 23 ottobre 1925 – 21 luglio 2005) è stato un politico e sindacalista italiano.

## Biografia
Impiegato, impegnato nel sindacato con la CGIL, è stato segretario generale della Camera del Lavoro provinciale di Vicenza dal 1955 al 1961.
Con il Partito Comunista Italiano è poi stato parlamentare alla Camera dei Deputati per due legislature (VII e VIII), dal 1976 al 1983.
È morto nel luglio 2005 all'età di 79 anni.